# Aleksandr Mienszykow
Aleksandr Daniłowicz Mienszykow (ros. Александр Данилович Меншиков, ur. ok. 1672, zm. 12 listopada?/23 listopada 1729 w m. Bieriozow, obecnie Bieriozowo k. Tiumienia) – rosyjski hrabia, książę Świętego Cesarstwa Rzymskiego Narodu Niemieckiego od 1705 r., feldmarszałek, generalissimus w 1727 r., bliski współpracownik cara Piotra I Wielkiego, faworyt Katarzyny I.

## Pochodzenie

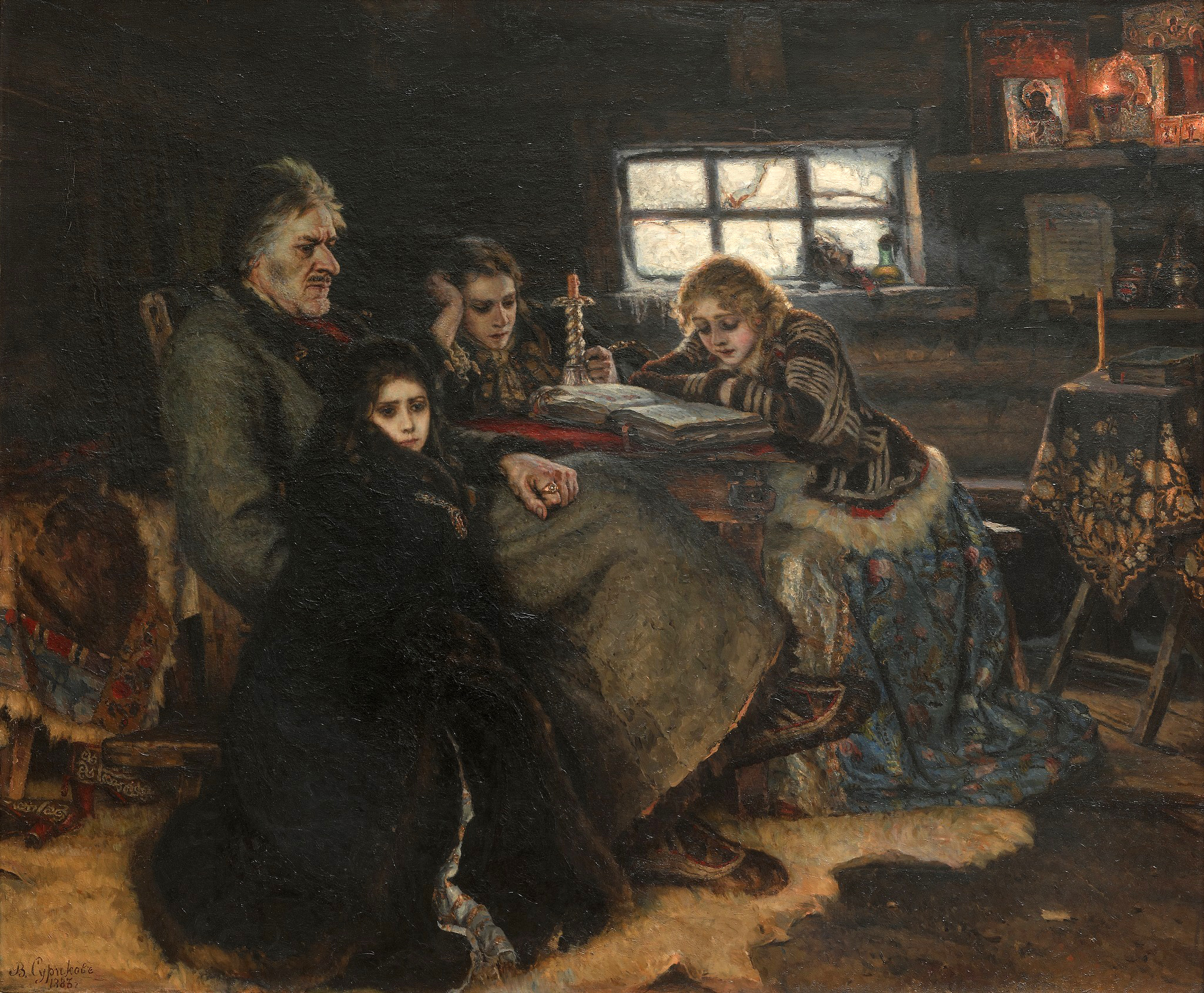
Mienszykow w Bieriezowie – XIX-wieczny obraz W. Surikowa

Mienszykow urodził się około 1672 r. Według jego wrogów, jego ojciec miał pochodzić z gminu – być może był synem dworskiego stajennego, sprzedawcy pierogów lub parobka pracującego na barkach, lecz najprawdopodobniej wywodził się jednak z drobnej szlachty.  Miał polskie korzenie. Dzieciństwo spędził błąkając się po ulicach Moskwy, sprzedając pierożki mięsne. Był analfabetą, jednak cechowała go inteligencja, spryt a także ambicja.
Po osiągnięciu wpływów u cara nie akceptował żartów ze swego pochodzenia; był agresywny i bił ludzi, którzy żartowali z jego niskiego urodzenia.

## Doradca Piotra Wielkiego
Franz Lefort, pierwszy faworyt cara Piotra, dostrzegł u niego siłę woli i prezencję, które spowodowały przyjęcie Mienszykowa do służby carskiej – ordynans cara. Miało to miejsce w 1686 r. Według innej teorii sam car zauważył Alaksandra na moskiewskim bazarze i zaproponował mu współpracę. Był nazywany przez Piotra Aleksaszką.
Gdy Lefort zmarł w 1699 roku Mienszykow został głównym faworytem i powiernikiem cara. Po śmierci Leforta car Piotr powiedział o Mienszykowie, że została mu druga ręka: złodziejska, ale pewna. Uczestniczył w podróżach cara po Rosji i poza jej granice. W 1706 r. po śmierci marszałka Fiodora Gołowina zakres władzy Mienszykowa jeszcze bardziej się powiększył. Rok później został gubernatorem Petersburga.  Przez wrogów nazywany był pogardliwie księciem z błota. 
Mimo że był skorumpowanym ignorantem, zaskarbił sobie zaufanie cara, umiejąc znakomicie musztrować armię i dowodzić nią. Tak jak car pracował w stoczniach Amsterdamu i znał nieco potocznego języka holenderskiego i niemieckiego. Do cara zwracał się per: Min Herz. Brał czynny udział w kampanii wokół Azowa (1695–1696). W 1703 gubernator Ingiermanlandii, kierował budowami Sankt-Petersburga, Kronsztadu, stoczniami na rzekach Newa i Świr. W czasie wojny północnej 1700–1721 dowodził siłami piechoty i kawalerii, był organizatorem okrążenia twierdz i ich szturmów, przejawiał odwagę i zimną krew. Odniósł szereg zwycięstw nad Szwedami, m.in. 18 października 1706 r. pod Kaliszem, 2 listopada 1708 r. pod Baturinem. Zastępując gen. Ogilvy jako naczelny dowódca nękającej Szwedów (Karol XII) armii w 1708, uczestniczył też w bitwie pod Hołowczynem, i zwycięstwie połtawskim (Połtawa 27 czerwca 1709), po której dostał buławę marszałkowską. W bitwie pod Połtawą, dowodząc lewym skrzydłem rozbił korpus generała Rossa, co zadecydowało o zwycięstwie wojsk rosyjskich. 30 czerwca 1709 zmusił do kapitulacji wycofujących się Szwedów. W latach 1709–1713 dowodził wojskami rosyjskimi w Polsce, Kurlandii, na Pomorzu i w Holsztynie. Od 1714 kierował ziemiami zdobytymi na Szwedach i włączonymi do Imperium Rosyjskiego (ziemie Nadbałtyckie), zawiadywał też dochodami państwa w tym rejonie.  
W czasie wyjazdów Piotra I z Sankt-Petersburga kierował Imperium. 
Przez pewien czas Mienszykow zajmował się wychowywaniem carewicza Aleksego, wobec którego był bardzo surowy. 25 czerwca 1718 r. Mienszykow był jednym z członków trybunału, który skazał carewicza na śmierć za zdradę. Dzień później odwiedził skazanego w celi, podobnie jak car. Carewicz zmarł na skutek poniesionych ran zadanych mu podczas tortur lub został zamordowany przez ojca. 
Z czasem do cara zaczęły dochodzić informacje o chciwości, korupcji i frywolności swego faworyta. Ich relacje znacznie się ochłodziły w 1724 r. 

## Małżeństwo
Aleksandr od 1698 r. romansował z Darią Arseniewą, dwórką carówny Natalii Aleksiejewnej. Od 1703 r. mieszkali razem, lecz dopiero 18 sierpnia 1706 r. w Kijowie odbył się ich ślub.
Inną ważną kobietą w życiu Aleksandra była poznana na początku XVIII w. Marta Skawrońska. Zatrudnił ją u siebie jako praczkę; uprzednio służyła u Borysa Szeremietiewa. Marta była kochanką Aleksandra, lecz w październiku 1703 r. zainteresował się nią sam car. Ich znajomość przerodziła się w stały związek. Ślub Piotra i Katarzyny (takie imię przyjęła po przejściu na prawosławie) odbył się w lutym 1712 r.
Piotr i Aleksandr często podróżowali wspólnie - razem ze swoimi żonami.

## Tytuły
W 1702 r. po wsparciu ze strony cara cesarz Leopold I nadał mu tytuł hrabiego a trzy lata później został księciem Świętego Cesarstwa Rzymskiego Narodu Niemieckiego.
W 1703 r. został kawalerem rosyjskiego Orderu św. Andrzeja Apostoła Pierwszego Powołania. Z tej okazji car wyprawił swemu doradcy huczną uroczystość.
W 1705 r. król Polski August II Sas nadał mu Order Orła Białego.
W 1706 r. został księciem Ingrii - był to pierwszy tytuł książęcy nadany bezpośrednio przez cara Rosji. 
W 1710 r. król Danii Fryderyk IV przyznał Aleksandrowi Order Słonia. W 1713 r. z rąk króla Prus Fryderyka Wilhelma I otrzymał Order Czarnego Orła. 
W latach 1718–1724 i 1726–1727 był prezydentem Kolegium Wojennego.

## Faworyt cesarzowej
W listopadzie 1724 r. cesarz poważnie zachorował. Na łożu śmierci czuwała przy nim Katarzyna, która poprosiła go, aby przebaczył Mienszykowowi. Aleksandr w połowie 1724 r. popadł w niełaskę Piotra ze względu na romans z cesarzową i korupcję. Umierający Piotr wybaczył swemu wieloletniemu doradcy. Piotr Wielki zmarł 25 stycznia 1725 r. nie wyznaczając następcy, także rozpoczął się spór o sukcesję. Roszczenia do korony miały córki Piotra I i Katarzyny Anna i Elżbieta. Pretendentkami do objęcia rządów były również trzy córki Iwana V: Katarzyna, Anna i Praskowia. Naturalnym kandydatem do tronu był jedyny pozostały przy życiu mężczyzna w dynastii Romanowów Piotr (syn carewicza Aleksego).
Rody Dołgorukowów i Golicynów starały się wystąpić osadzić na tronie Piotra Aleksiejewicza. Książę Mienszykow agitował za kandydaturą Katarzyny. Wdowie po cesarzu sprzyjał także Piotr Tołstoj. Gwardia natychmiastowo poparła tę decyzję i feldmarszałek Stiepan Apraksin obwołał Katarzynę cesarzową. 
Od obwołania Katarzyny cesarzową realna władza w kraju należała do Mienszykowa, który przewodniczył Najwyższej Tajnej Radzie. Pojawiły się plotki, jakoby Katarzyna zamierza poślubić swego faworyta, jednak nigdy do tego nie doszło. Za granicą mówiło się o wspólnej dyktaturze cesarzowej i jej faworyta; podkreślano niskie pochodzenie Katarzyny i księcia, którzy wspólnie osiągnęli szczyty władzy. Aleksandra powszechnie nazywano niekoronowanym carem lub pół-carem.  
Mienszykow osobiście nadzorował przygotowania do ślubu cesarzówny Anny Piotrowny z Karolem Fryderykiem. W 1726 r. doradził Katarzynie zawarcie sojuszu z Austrią. Dzięki temu Mienszykow otrzymał od cesarza Karola VI tytuł księcia Rzeszy. 
Władza i bogactwo Mienszykowa były tak ogromne, że budziły zazdrość pozostałych dworzan i polityków. Zyskał dowodzenie nad wojskiem i udał się do Kurlandii, gdzie sam ogłosił się księciem. Kilkukrotnie próbowano pozbawić go wpływów wysuwając oskarżenia o morderstwo Piotra Wielkiego i Aleksego Piotrowicza, jednak podczas panowania Katarzyny Aleksandr był bezpieczny. 
W kwietniu 1727 r. Katarzyna zachorowała na tyle poważnie, że sporządziła testament. Mienszykow czuwał przy cesarzowej. Pod jego wpływem Katarzyna na swego dziedzica wyznaczyła niespełna 12-letniego Piotra Aleksiejewicza pomijając swoje córki. Nowy cesarz miał poślubić Marię, córkę Aleksandra. W ten sposób książę miał sprawować władzę w Rosji jeszcze co najmniej kilka lat aż do pełnoletności swego przyszłego zięcia. Anna i Elżbieta błagały matkę, aby zmieniła decyzję, lecz umierająca cesarzowa z wdzięczności wobec swojego faworyta nie chciała ustąpić. 
Piotr Tołstoj zebrał swoich zwolenników m.in. Antona Dewiera i Andrieja Uszakowa i chciał zabić Aleksandra, ten jednak ubiegł ich i uwięził za zgodą umierającej Katarzyny. Cesarzowa zmarła 6 maja 1727 r. o godzinie 9 wieczorem.  Nie powtórzył się spór o sukcesję sprzed 2 lat, gdyż Aleksandr zastraszył wszystkich swoich przeciwników. Cesarzem został Piotr II. 

## Pod rządami Piotra II
Tuż po pogrzebie Katarzyny odbyły się zaręczyny 16-letniej Marii i młodszego o 4 lata cesarza. Marię zaczęto tytułować Jej Cesarską Wysokością. Do Najwyższej Tajnej Rady dołączyły Anna i Elżbieta a także mąż pierwszej z nich Karol Fryderyk, jednak nadal Mienszykow miał decydujący głos i zachowywał się despotycznie. 
Anna Piotrowna i jej mąż zaczęli otwarcie krytykować Aleksandra i jego wszechwładzę. Aby zabezpieczyć się przed ewentualnym buntem starszej z córek Piotra Wielkiego i Katarzyny wypłacił małżeństwu ponad milion florenów i zachęcił ich do opuszczenia Rosji. 
Mienszykow jako quasi-regent wprowadził na dwór cesarski styl europejski a także nakazał usunąć kamienne słupy na których wisiały ciała skazańców i zabronił stosowania takich praktyk. Zamierzał zlikwidować Tajną Radę, gdyż przy władzy absolutnej stała się zbędnym organem hamującym jego działania.  
Swoboda Aleksandra w rządzeniu była powszechnie widoczna i coraz bardziej irytowała rody Dołgorukowowów, Golicynów i Tołstojów a także samego cesarza. Dodatkowo książę okradał państwowy skarbiec.

## Upadek i śmierć
Książę przez wrogów nazywany był deprawatorem, zbrodniarzem i złodziejem państwowych pieniędzy. Większość dworzan spiskowała przeciwko niemu. Cesarz, który lekceważył swoją narzeczoną - córkę Mienszykowa, oznajmił publicznie, że nie zamierza brać ślubu przed ukończeniem 25 roku życia.  
Aleksandr w sierpniu 1727 r. poważnie zachorował. Miesiąc później wyzdrowiał, lecz było już za późno. 7 września 1727 r. Mienszykow został oskarżony o zdradę ojczyzny na rzecz Szwecji. 8 września 1727 r. Piotr II podpisał nakaz aresztowania księcia. O łaskę dla Aleksandra kolejno przed cesarzem, wicekanclerzem Borysem Golicynem i Andriejem Ostermannem błagały jego żona, szwagierka i córki, jednak bezskutecznie. 9 września 1727 r. Mienszykowa pozbawiono tytułów a majątek skonfiskowano. Wraz z rodziną został zesłany do Bieriozowa na Syberii.  
Na dworze cesarskim zabroniono wspominać o Marii Mienszykowej. W marcu 1728 r. Piotr II wydał ukaz o przestępstwach, które popełnił Mienszykow jednocześnie wskazując na swe miłosierdzie, że nie skazał go na śmierć. W Europie ze zdziwieniem przyjęto upadek wieloletniego faworyta dwóch władców Rosji.  
Warunki na Syberii były bardzo ciężkie. Aleksandr został wdowcem w drodze na zesłanie. Sam zmarł w listopadzie 1729 r. Miesiąc później zmarła niedoszła cesarzowa Maria.  Piotr II zmarł w styczniu 1730 r. 
Po kilku latach, za czasów rządów cesarzowej Anny Iwanowny, uwolniono pozostałe przy życiu dzieci Aleksandra: syna i młodszą z córek. Jego prawnukiem był admirał Aleksandr Mienszykow. 